# Нукуи, Юка
Юка Нукуи (яп. 貫井 柚佳 Нукуи Юка, род. 30 декабря, Токио, Япония) — японская сэйю.

## Биография
Юка Нукуи родилась 30 декабря в Токио. Заинтересовалась сферой озвучивания после общения с подругой, которая хотела стать сэйю. Получила образование в Японском институте актёрского нарративного искусства (яп. 日本ナレーション演技研究所 Нихон нарэ:сён энги кэнкю:дзё) и в Школе по подготовке сэйю агентства Air Agency. В 2016 году озвучила Кану Тэраду в аниме-сериале Aikatsu Stars! и полнометражном аниме-фильме Aikatsu Stars! The Movie, а также боевого лидера Рэгэн в видеоигре Pokémon Ga-Olé и Гринли Чернышёву в Formation Girls. В следующем году озвучила Касуми Фукумото в аниме-сериале 18if, Санаэ Такахаси в Just Because!, Мерил Тир в Sword Oratoria: Is It Wrong to Try to Pick Up Girls in a Dungeon? On the Side и Бисямон-тэн во втором сезоне ONA-сериала Monster Strike. Нукуи вернулась к роли Мерил в видеоигре Is It Wrong to Try to Pick Up Girls in a Dungeon?: Memoria Freese (2018) и полнометражном аниме-фильме Is It Wrong to Try to Pick Up Girls in a Dungeon?: Arrow of the Orion (2019).
В конце мая 2018 года Нукуи получила свою первую главную роль — в аниме-сериале Back Street Girls, трансляция которого проходила с июля по сентябрь этого же года, она была выбрана на роль лидера идол-группы Gokudols Айри Ямамото. В 2019 году озвучила Таромару Сэйкэ в A Certain Scientific Accelerator. В 2020 году повторила эту роль в аниме-сериале To Aru Kagaku no Railgun T и видеоигре To Aru Majutsu no Index: Imaginary Fest.
В аниме-сериале Kizuna no Allele (2023) была утверждена на роль Ноэль, одной из шести участниц вымышленной музыкальной группы PathTLive. В рамках сериала Нукуи единолично исполнила песню «Departure», а в составе PathTLive — песню в музыкальной сцене и две открывающие темы: «mirAI wave!» (первый сезон) и «Perfect World!!» (второй сезон). За 2023 год она озвучила Нанао Хибию в Reign of the Seven Spellblades, Цика в Sacrificial Princess and the King of Beasts и Энн Хэлфорд в Sugar Apple Fairy Tale.

## Избранная фильмография

### Аниме-сериалы
2016
- Aikatsu Stars! — Кана Тэрада

2017
- 18if — Касуми Фукумото, ученица
- Children of the Whales — Хоннэ, Канаэ, Хасмулито
- Just Because! — Санаэ Такахаси[3]
- New Game!! — Окада
- Sword Oratoria: Is It Wrong to Try to Pick Up Girls in a Dungeon? On the Side — Мерил Тир

2018
- Back Street Girls — Айри Ямамото[4]
- High School DxD Hero — девушка, мать, Куиша Абаддон
- Last Period: The Story of an Endless Spiral — Астрея Антем, Селеас
- Merc Storia — Пипихина, партизанка
- Slow Start — Махо Огано
- The Disastrous Life of Saiki K. (второй сезон) — Фуми Касай, Сёко Мураками, другие роли
- «О моём перерождении в слизь» — Михо Саватари

2019
- A Certain Scientific Accelerator — Таромару Сэйкэ[6]
- Ahiru no Sora — Синго Катори (в детстве), участница волейбольной секции
- Do You Love Your Mom and Her Two-Hit Multi-Target Attacks? — Лучера
- Ensemble Stars! — Субару Акэхоси (в детстве)
- «Арифурэта: Сильнейший ремесленник в мире» — Ниа

2020
- Golden Kamuy (третий сезон) — Тиё Харуми/Игогуса
- Interspecies Reviewers — Гинни[14]
- Is It Wrong to Try to Pick Up Girls in a Dungeon? (третий сезон) — Сцилла
- Is the Order a Rabbit? BLOOM — Наттян[15]
- Mewkledreamy — Хана Сираиси[16], Робо
- To Aru Kagaku no Railgun T — Таромару Сэйкэ

2021
- 86: Eighty Six — Микури Кайро[17], репортёр
- Amaim Warrior at the Borderline — Анна Такаянаги
- Mewkledreamy Mix! — Хана Сираиси, Асахи Минагава (в детстве), Гэкун
- Mieruko-chan — Нянсукэ
- Suppose a Kid from the Last Dungeon Boonies Moved to a Starter Town — рогатый кролик
- «Герой-рационал перестраивает королевство» — Сэрина

2022
- Amaim Warrior at the Borderline (вторая часть) — Анна Такаянаги
- Fuuto PI — Лили Сироганэ
- In the Heart of Kunoichi Tsubaki — Хигири[18]
- Mobile Suit Gundam: The Witch From Mercury — Мейзи Мей
- Raven of the Inner Palace — Сяо Цуй/принцесса Бань
- Requiem of the Rose King — Эдуард Миддлгемский[19]
- RWBY: Ice Queendom — Торн
- Shinobi no Ittoki — Мандара Самураготи[20]
- The Demon Girl Next Door (второй сезон) — Отиай
- The Eminence in Shadow — Милия
- «Арифурэта: Сильнейший ремесленник в мире» (второй сезон) — Ниа
- «Герой-рационал перестраивает королевство» (вторая часть) — Сэрина
- «Госпожа Кагуя: В любви как на войне — Ультраромантика» — Мирин Хинокути

2023
- Kizuna no Allele — Ноэль[7]
- Mobile Suit Gundam: The Witch From Mercury (второй сезон) — Мейзи Мей
- Mushoku Tensei: Jobless Reincarnation (второй сезон) — Элизе
- My New Boss Is Goofy — Конно
- Reign of the Seven Spellblades — Нанао Хибия[11]
- Sacrificial Princess and the King of Beasts — Цик[12]
- Sugar Apple Fairy Tale — Энн Хэлфорд[13]
- The Devil Is a Part-Timer!! (вторая половина второго сезона) — Канако Фуруя

2024
- 2.5 Dimensional Seduction — Магино[21]
- Murai in Love — Мураи (в детстве)
- Sword Art Online Alternative: Gun Gale Online (второй сезон) — Клара
- The Do-Over Damsel Conquers the Dragon Emperor — Сфера[22]
- The Stories of Girls Who Couldn’t Be Magicians — Микана Фрути[23]
- Tsukimichi: Moonlit Fantasy (второй сезон) — король аль-элемеров

2025
- Can a Boy-Girl Friendship Survive? — Рион Эномото[24]
- Hitozuma no Kuchibiru wa Kan Chuhai no Aji ga Shite (версия для телеэфира) — Мики Кандзаки[25]
- Honey Lemon Soda — Тао Ойкава
- Yano-kun no Futsu no Hibi — Киёко Ёсида[26]

2026
- The Invisible Man and His Soon-to-Be Wife — Сидзука Яко[27]

### Аниме-фильмы
- 2016 — Aikatsu Stars! The Movie — Кана Тэрада
- 2019 — Is It Wrong to Try to Pick Up Girls in a Dungeon?: Arrow of the Orion — Мерил Тир

### ONA
- 2017 — Monster Strike (второй сезон) — Бисямон-тэн
- 2019 — Cannon Busters — мисс Китти

### Компьютерные игры
2016
- Formation Girls — Гринли Чернышёва
- Pokémon Ga-Olé — боевой лидер Рэгэн

2017
- Endride: X Fragments — Чаркол
- Tenka Hyakken: Zan — Дотануки Масакуни

2018
- 100% Orange Juice! — Саки[28]
- Icchi Banketsu Online — Куда-гицунэ[29]
- Is It Wrong to Try to Pick Up Girls in a Dungeon?: Memoria Freese — Мерил Тир, Ноэль, Мария[30]
- Monster Strike — Бремен, Магино[31], Монисина

2019
- Pokémon Masters — Сикими

2020
- Destiny Child — Сэнга[32]
- Last Period: The Story of an Endless Spiral — Астрея Антем[33]
- To Aru Majutsu no Index: Imaginary Fest — Таромару Сэйкэ

2021
- Jack Jeanne — Онака

2023
- Azur Lane — Како, Пенлеве

2024
- Granblue Fantasy — Лайла[34]

2025
- The Hundred Line: Last Defense Academy — Дзэнта
- The Little Tomb: The Maholova Club and the Search for a Dead Body — Ханива-кун[35]
- To Heart (ремейк) — Котонэ Химэкава[36]

### Другие роли
- 2020 — озвученный комикс Fenrir Kaa-san to Attaka Gohan — Крокетт[37]